# Pantar (Philippines)
Pour les articles homonymes, voir Pantar (homonymie).
Pantar est une localité de la province de Lanao du Nord, aux Philippines. En 2015, elle compte 21 773 habitants.

## Histoire
Le 16 juin 1938, un bolide accompagné d'un nuage de poussières est observé dans le ciel du Lanao du Nord, et de petites particules tombent sur les toits de Pantar. Seize fragments de la météorite sont ensuite retrouvés à proximité (dont l'un enfoncé de plus d'un mètre dans une rizière), soit une masse totale de 2,23 kg. La météorite de Pantar est une chondrite de type H4.